# Riazor
Estadio Riazor (normalt bare omtalt som Riazor) er et fodboldstadion i La Coruna i Spanien, der er hjemmebane for La Liga-klubben Deportivo La Coruna Stadionet har plads til 34.600 tilskuere, hvoraf de 30.000 er siddepladser. Det blev indviet i 1944.
Riazor blev benyttet under VM i fodbold 1982.

## Eksterne links
- Stadioninfo

43°22′7.50″N 8°25′2.23″V / 43.3687500°N 8.4172861°V